# Ladislav Kamenický
Ladislav Kamenický (* 4. října 1970) je slovenský politik, místopředseda strany SMER – sociálna demokracia, od října 2023 ministr financí SR ve čtvrté vládě Roberta Fica

## Životopis
Absolvoval studium na Obchodní fakultě Ekonomické univerzity v Bratislavě. Za poslance NR SR byl poprvé zvolen v parlamentních volbách v roce 2012, kdy kandidoval za stranu SMER-SD. V roce 2016 byl opět zvolen v parlamentních volbách.
Působí jako místopředseda strany SMER-SD a je blízkým přítelem jejího předsedy Roberta Fica.
Od května 2019 do března 2020 působil jako ministr financí ve vládě Petera Pellegriniho.
V říjnu 2023 se stal ministrem financí ve čtvrté vládě Roberta Fica.